# Angela Gair
Angela Gair (Wichita (Kansas), 25 maart 1970) is een Amerikaans actrice en filmproducent.
In mei 2000 werd ontdekt dat zij een zeldzamer vorm van kanker had. Ze kreeg volgens de dokters 50% op overleven, hetgeen ze ook deed. Zij begon daarna met een actieve filmcarrière. Gair had hiervoor al aan twee films meegewerkt, maar verscheen daar niet in de aftiteling. Na haar ziekte werkte zij nog één keer aan een film mee waarbij zij niet in de aftiteling verscheen, namelijk bij de film Striking Range.
Gair is sinds 8 september 2001 getrouwd met Matthew Gair en heeft twee kinderen.

## Filmografie
- Pancho Barnes (1988)
- Necessary Roughness (1991)
- S.T.U.D.s, Duds, and Pick-Up Lines (2004)
- 180 (2004)
- City of Justice (2005; 1 aflevering)
- Shroud of Echoes (2006)
- After Sundown (2006)
- Shroud of Echoes (2006; producent)
- Striking Range (2006)
- Agenda (2007)
- The Last Tomorrow (2007)
- Karma Police (2008)
- The Wayside (2008)
- The Other Side of Paradise (2009)
- Pearl (2010)